# Kladovo
Kladovo (izvirno srbsko Кладово) je mesto v Srbiji, ki je središče istoimenske občine; slednja pa je del Borskega upravnega okraja.

## Demografija
V naselju živi 7375 polnoletnih prebivalcev (skupaj 9.142), pri čemer je njihova povprečna starost 38,2 let (37,0 pri moških in 39,3 pri ženskah). Naselje ima 3155 gospodinjstev, pri čemer je povprečno število članov na gospodinjstvo 2,90.
To naselje je, glede na rezultate popisa iz leta 2002, večinoma srbsko.
|  |

| Demografija | Demografija     | Demografija     |
| Leto        | Št. prebivalcev | Št. prebivalcev |
| ----------- | --------------- | --------------- |
|             |                 |                 |
|             |                 |                 |
|             |                 |                 |
|             |                 |                 |
| 1948        | 2128            |                 |
| 1953        | 2336            |                 |
| 1961        | 2683            |                 |
| 1971        | 6957            |                 |
| 1981        | 8325            |                 |
| 1991        | 9626            | 9330            |
| 2002        | 9708            | 9142            |
|             |                 |                 |

| Etnična sestava po popisu iz leta 2002 | Etnična sestava po popisu iz leta 2002 | Etnična sestava po popisu iz leta 2002 | Etnična sestava po popisu iz leta 2002 | Etnična sestava po popisu iz leta 2002 |
| -------------------------------------- | -------------------------------------- | -------------------------------------- | -------------------------------------- | -------------------------------------- |
| Srbi                                   | Srbi                                   |                                        | 8.074                                  | 88,31%                                 |
| Črnogorci                              | Črnogorci                              |                                        | 510                                    | 5,57%                                  |
| Vlahi                                  | Vlahi                                  |                                        | 112                                    | 1,22%                                  |
| Romuni                                 | Romuni                                 |                                        | 67                                     | 0,73%                                  |
| Makedonci                              | Makedonci                              |                                        | 37                                     | 0,40%                                  |
| Jugoslovani                            | Jugoslovani                            |                                        | 30                                     | 0,32%                                  |
| Hrvati                                 | Hrvati                                 |                                        | 19                                     | 0,20%                                  |
| Muslimani                              | Muslimani                              |                                        | 12                                     | 0,13%                                  |
| Madžari                                | Madžari                                |                                        | 11                                     | 0,12%                                  |
| Bolgari                                | Bolgari                                |                                        | 9                                      | 0,09%                                  |
| Romi                                   | Romi                                   |                                        | 8                                      | 0,08%                                  |
| Slovenci                               | Slovenci                               |                                        | 4                                      | 0,04%                                  |
| Ukrajinci                              | Ukrajinci                              |                                        | 3                                      | 0,03%                                  |
| Nemci                                  | Nemci                                  |                                        | 2                                      | 0,02%                                  |
| Bošnjaki                               | Bošnjaki                               |                                        | 2                                      | 0,02%                                  |
| Čehi                                   | Čehi                                   |                                        | 1                                      | 0,01%                                  |
| Rusi                                   | Rusi                                   |                                        | 1                                      | 0,01%                                  |
| Neznano                                | Neznano                                |                                        | 61                                     | 0,66%                                  |